# Huangwan, Lingbi
Huangwan (kinesiska: 黄湾) är en köping i östra Kina. Den ligger i Lingbi härad i staden Suzhou i provinsen Anhui, omkring 170 kilometer norr om provinshuvudstaden Hefei. Antalet invånare är 38459. Befolkningen består av 18 799 kvinnor och 19 660 män. Barn under 15 år utgör 20,0 %, vuxna 15-64 år 69 %, och äldre över 65 år 10,0 %.